# Criticonoma doliopis
Criticonoma doliopis är en fjärilsart som beskrevs av Edward Meyrick 1932. Criticonoma doliopis ingår i släktet Criticonoma och familjen äkta malar.
Artens utbredningsområde är Sierra Leone. Inga underarter finns listade i Catalogue of Life.